# Mads Langer
Mads Lillelund Langer Clausen (Aabenraa, 14 januari 1984) is een Deense zanger en singer-songwriter die internationaal, waaronder in Nederland, bekend werd met een cover van "You're not alone" van de Britse band Olive. Hoewel dat een vrij vrolijk lied is, kenmerkt zijn eigen muziekstijl zich over het algemeen door emotionele gitaarliedjes doordat veel van zijn nummers in mineur zijn geschreven en een melancholische overtoon hebben. Zelfs al probeert hij een vrolijk liedje te schrijven, dan wordt het uiteindelijk vaak alsnog een droevig nummer, hoewel hij zichzelf toch eerder optimistisch dan emotioneel beschouwt en over zichzelf zegt niet eens zo gevoelig te zijn, maar "juist een stoere kerel". Langer schrijft ook stevigere nummers en diverse liedjes voert hij uit op de piano. Zijn derde studioalbum Behold kwam uit op 9 mei 2011.
Mads Lillelund Langer Clausen ( schrijft het merendeel van zijn repertoire zelf, maar werkt onder meer ook samen met Marcus Winther-John, Tim Christensen, Daniel Ahearn, Edie Kuhnle en Justin Hawkins. Tim Christensen heeft op Langers eerdere albums aan enkele nummers bijgedragen met achtergrondzang, gitaar en bas; Justin Hawkins heeft op Langers nieuwste album diverse achtergrondvocalen ingezongen. Daarnaast heeft Langer plannen om met Amerikaanse artiesten en producers waaronder Ryan Tedder samen te werken. Zijn stem wordt vaak vergeleken met die van Thom Yorke en Jeff Buckley. Over de manier waarop hij zijn muziek benadert zegt Langer: "Ik word erg geïnspireerd door de manier waarop Keith Jarrett zijn handen de vrije loop laat en door middel van improvisatie grootse poëtische momenten weet te creëren. Datzelfde kan ook gezegd worden voor andere grote artiesten als Ryan Adams en Jeff Buckley. Ik kan me verplaatsen in alle drie, omdat het erop lijkt dat ze zich allemaal door hun intuïtie en speelse muzikaliteit naar prachtige plekken laten leiden. Mijn eigen muziek kent dezelfde oorsprong.” Langers vaste band, zowel in de studio als op tournee, bestaat uit Søren Lund op gitaar, Nis Tyrrestrup op basgitaar en Asger Møller op drums en percussie. Zelf speelt Langer onder meer op gitaar, piano, mellotron en keyboard.

## Carrière

### Attention PleaseenMads Langer(2005–2009)
Mads Langer groeide op in Skive, een kleine plaats in Denemarken. Zijn ouders zijn beide docenten en delen een voorliefde voor muziek. Toen hij drie jaar was begon hij met pianoles en hij luisterde vaak naar de muziekcollectie van zijn vader. Op 15-jarige leeftijd droomde hij ervan naar New York te verhuizen en rockster te worden. Na de middelbare school bracht een plaatselijke talentenjacht in Skive hem in contact met een talent scout die hem aanraadde naar Kopenhagen te verhuizen en daar zijn thuis opgenomen demo's te presenteren. Hij ging aan de Koninklijke Deense Muziekacademie studeren voor jazzpianist, maar uiteindelijk is hij gewoon muziek gaan schrijven wat hem een platencontract bij Copenhagen Records opleverde.
Langer debuteerde op 20 maart 2006 in Denemarken met Attention Please, een album met stevige poprocknummers. Het zou al een jaar eerder uitkomen, maar terwijl de laatste hand aan de opnamen werd gelegd bleek het dusdanig goed te klikken tussen Langer en Søren Balsner van Carpark North dat werd besloten de opnamen te schrappen en geheel opnieuw te beginnen met Balsner als producer. Ondanks een mediahype en goede recensies was het album in Denemarken weinig succesvol, maar het nummer "Breaking News" werd een hit.> De Amerikaanse talent scout Sat Bisla pikte hem op, waardoor hij in staat was op te treden in onder meer Groot-Brittannië en Duitsland, te verhuizen naar New York en van daaruit vaak op en neer naar Los Angeles te reizen om onder meer op te treden voor bazen van platenlabels. Hij bevond zich te midden van een mediacircus, een levensstijl wat op zo'n jonge leeftijd te zwaar voor hem werd, en daarnaast was hij de visies en carrièreplannen die andere mensen voor hem hadden zat, twijfelde hij aan zijn talent en kreeg heimwee. Daarom liet hij in 2007 zijn rocksterrenbestaan achter zich en keerde hij terug naar Skive. Met slechts een landkaart en zijn gitaar zwierf hij Europa rond als een troubadour, deed zo'n 100 optredens (andere bronnen zeggen 60) om het benzinegeld van zijn oude Volkswagen te kunnen betalen die hij kocht na zijn terugkeer. Hij leefde van het geld dat hij bijeenbracht door na de shows zijn cd's te verkopen. Door dit tournee kon hij zichzelf weer vinden en het leverde hem een groeiende schare fans op. Later in 2007 componeerde en dirigeerde hij de Deense opvoering van het theaterstuk Hedwig and the Angry Inch in het Nørrebro Teater in Kopenhagen met in de hoofdrol Anders W. Berthelsen.
Voor zijn tweede album had Langer ruim 90 liedjes geschreven. waarvan hij "Say No More" samen met Tim Christensen schreef. Zijn verklaring voor dit grote aantal luidt: "Geen minuut gaat voorbij, niet eens een seconde, zonder dat er een constante stroom van nieuwe muzikale ideeën of bekende frasen door mijn hoofd gaan. Mijn liedjes ontspringen uit die bron." Hij vernoemde het album naar zichzelf omdat hij voor dit album een duidelijk beeld had gekregen in welke richting zijn muziek gaat qua stijl en genre, terwijl de liedjes op zijn eerste album naar zijn gevoel niet echt hem representeerden maar eerder waren wat hij dacht dat andere mensen van hem verlangden. Het album verscheen op 9 februari 2009 in Denemarken. De kritische ontvangst was lauw; het was volgens critici meer van hetzelfde en zodanig gepolijst dat de muziek een ziel mist. Hij scoorde desondanks hits met "Wake me up in time" en "Fact-Fiction", een lied dat hij tijdens zijn verblijf in de Verenigde Staten in minder dan tien minuten schreef en gaat over zijn verwarring destijds. Zijn tournee door Denemarken begon hij als het voorprogramma van Tim Christensen en The Script voordat hij zijn tour vervolgde als hoofdact. In de Amerikaanse televisieserie The Vampire Diaries worden enkele nummers van Langer gebruikt. Voor het tributealbum En Hyldest til Sebastian ("Een eerbetoon aan Sebastian") dat in oktober 2009 uitkwam, heeft Langer het lied "Stille Før Storm" ("Stilte voor de storm") gecoverd. Sebastian schreef dit lied oorspronkelijk voor de Deense zangeres Lis Sørensen, waardoor zij doorbrak.

### Internationale doorbraak (2009–huidig)
Een akoestische versie van "Fact-Fiction" verscheen samen met nummers van Behold op de akoestische ep Fact-Fiction - Pop or ...? en werd in korte tijd op Myspace 60.000 beluisterd. Dit trok de aandacht van Sony Music die hem een contract aanboden kort nadat hij in de zomer van 2010 in Londen een manager vond. Hier was hij in november 2009 naartoe verhuisd en woont hij nu nog. Het platencontract heeft geleid tot bekendheid in Italië, Nederland, België en Duitsland met zijn cover van "You're not alone" die werd geschreven door Tim Kellett en Robin Taylor-Firth van de band Olive. Hij is verbaasd dat hoewel hij op dat moment al 250 liedjes heeft geschreven, het een cover was die hem toegang verschafte tot de internationale markt. Onder meer via Nederland hoopt Langer nu in de rest van Europa door te breken.
Op 8 november 2010 was hij te gast in het radioprogramma van Giel Beelen op 3FM, Q-music en Radio 538. Op 22 december bezocht hij het Glazen Huis van Serious Request en hield hij zijn eerste volledige optreden in de Desmet Studio's Amsterdam, die hij geheel alleen deed. Hier speelde hij hoofdzakelijk liedjes van zijn nog uit te brengen derde studioalbum. In januari 2011 speelde hij op het Eurosonic-festival. In 2010 co-produceerde, zong de leadpartij en speelde hij akoestische gitaar en piano op het lied "Sleeping With the Enemy" van Mika Vandborg. De eerste gitaarpartij is ingespeeld door Justin Hawkins van The Darkness, die het lied ook heeft gemixt.
Onderwijl werkte Langer verder aan zijn derde album Behold, een proces wat startte sinds hij naar Londen was verhuisd. Drie nummers zijn daar opgenomen met producer Martin Terefe en andere nummers zijn opgenomen met Ethan Allen en Sacha Skarbek. Langers officiële website beschrijft het album als noordelijke pop-melancholie, gedragen door grote, epische melodieën en woorden die direct in je hoofd blijven hangen; intens, romantisch en fragiel. Justin Hawkins van The Darkness heeft de achtergrondvocalen ingezongen. Het album werd uitgebracht op 9 mei 2011 en bevat de volgende nummers:

| Nr. | Titel                    | Duur |
| --- | ------------------------ | ---- |
| 1.  | I'm Leaving              |      |
| 2.  | The River has Run Wild   |      |
| 3.  | Riding Elevators         |      |
| 4.  | Microscope               |      |
| 5.  | Fact-Fiction             |      |
| 6.  | Drunken Butterfly        |      |
| 7.  | You're Not Alone         |      |
| 8.  | Remains of You           |      |
| 9.  | Last Flower              |      |
| 10. | Rearranged               |      |
| 11. | I Love You               |      |
| 12. | Death Has Fallen In Love |      |

In december 2010 heeft Langer het nummer "The River has Run Wild" als gratis download aangeboden aan iedereen die zich inschreef voor zijn mailinglijst. Vanaf maart 2011 werd de single "Microscope" aangeboden bij elke nieuwe aanmelding. De single "Microscope" verscheen op de 25e plaats in de Italiaanse hitlijst. Langer schreef deze in ongeveer 30 minuten en het kwam voor hem uit het niets. Zijn insteek was een vrolijk nummer te schrijven, maar door de tekst kwam er toch weer melancholie in. Van enkele andere nummers heeft hij het achterliggende verhaal ook al onthuld. "Last Flower" is geschreven naar aanleiding van een zelfmoord van een Deense fan. In haar zelfmoordbrief vroeg zij Langer om op haar begrafenis te spelen, waar hij dit nummer speelde. "Death has Fallen in Love" gaat over het stilstaan bij de mogelijkheid dat een geliefde kan overlijden. Deze gedachte kwam in Langer boven toen diens vriendin haar tanden stond te poetsen.
Een nummer dat uiteindelijk niet op het album is beland is "Bowie and Champagne", dat gaat over een meisje met wie hij omging in zijn kinderjaren, maar die met drugs ging experimenteren en daar uiteindelijk verslaafd aan is geraakt. Oorspronkelijk schreef hij enkele zinnen op papier over Aerosmith en wijn nadat hij wakker werd van een droom, denkende dat dit weleens de beste liedtekst ter wereld konden zijn. Toen hij de tekst de volgende ochtend doorlas vond hij het toch wat te gezapig, maar dat met wat aanpassingen het toch nog een aardige tekst zou worden. Andere nummers die op het nieuwe album zullen verschijnen zijn "I Love You", "Riding Elevators" en "Drunken Butterfly".
Tussen 11 en 14 mei maakte Langer een mini-tour door Denemarken.

## Discografie

### Albums
| Album met eventuele hitnotering(en) in de Nederlandse Album Top 100 | Datum van verschijnen | Datum van binnenkomst | Hoogste positie | Aantal weken | Opmerkingen |
| ------------------------------------------------------------------- | --------------------- | --------------------- | --------------- | ------------ | ----------- |
| Attention please                                                    | 2006                  | -                     |                 |              |             |
| Fact-fiction. pop - or ???                                          | 2008                  | -                     |                 |              | ep          |
| Mads Langer                                                         | 2008                  | -                     |                 |              |             |
| Behold                                                              | 09-05-2011            | -                     |                 |              |             |

### Singles
| Single met eventuele hitnotering(en) in de Nederlandse Top 40 | Datum van verschijnen | Datum van binnenkomst | Hoogste positie | Aantal weken | Opmerkingen              |
| ------------------------------------------------------------- | --------------------- | --------------------- | --------------- | ------------ | ------------------------ |
| Poem with no rhyme                                            | 2006                  | -                     |                 |              |                          |
| Wake me up in time                                            | 2009                  | -                     |                 |              |                          |
| Fact-fiction                                                  | 2009                  | -                     |                 |              |                          |
| Too close                                                     | 2010                  | -                     |                 |              | met Mike Sheridan        |
| You're not alone                                              | 23-08-2010            | 06-11-2010            | 26              | 6            | #52 in de Single Top 100 |
| Microscope                                                    | 2011                  | -                     |                 |              |                          |
| Riding elevators                                              | 2011                  | -                     |                 |              |                          |

| Single met hitnotering(en) in de Vlaamse Ultratop 50 | Datum van verschijnen | Datum van binnenkomst | Hoogste positie | Aantal weken | Opmerkingen |
| ---------------------------------------------------- | --------------------- | --------------------- | --------------- | ------------ | ----------- |
| You're not alone                                     | 2010                  | 02-10-2010            | tip29           | -            |             |
| Microscope                                           | 2011                  | 06-08-2011            | tip44           | -            |             |